# Обладунки Бога 2: Операція Кондор
«Обладунки Бога 2: Операція Кондор» (кит.: 飛鷹計劃) — пригодницький комедійний фільм режисера Джекі Чана з ним же в головній ролі. Продовження фільму «Обладунки Бога». Фільм номінувався 1992 р. на Hong Kong Film Awards (гонконгський кінофестиваль) в категорії «Найкраща постановка бойових сцен».
Колекціонер старовини, граф Беннон, доручає шукачеві скарбів «Азійському яструбу» Джекі завдання — знайти на африканському континенті військову базу, де в роки Другої світової війни нацисти сховали награбоване золото.

## Сюжет
Шукач скарбів Джекі Чан пробирається до печери, щоб забрати дорогоцінні камені. Проте в каменів виявляються власники — місцеве плем'я. Вождь заявляє, що Джекі тепер, згідно звичаю, повинен одружитися з його дочкою. Шукач скарбів тікає, стрибнувши зі скелі в кулі-зорбі.
Багатий європейський колекціонер, граф Беннон, передає Джекі незвичайний ключ від підземної бази, де нацисти сховали 240 тон золота. Відомо лише, що база розташована десь у Сахарі в районі дій генерала Роммеля. Беннон доручає знайти золото саме Джекі, бо він громадянин Гонконгу, тому формально йому буде легше уникнути судової тяганини, якщо у власників скарбу виявляться законні спадкоємці. За цю послугу Беннон обіцяє 1 % золота.
Разом з Джекі Чаном у подорож по Африці граф відправляє дівчину Аду — фахівця ООН з історії Чорного континенту. Крім того, в подорож вирушає німкеня Ельза, онука одного з солдатів армії Роммеля, котрий служив на базі, але так і не повернувся звідти. З самого початку трійцю переслідують неприємності: араби Амон і Тальза намагаються силою забрати в них карту німецької бази і ключ від скарбниці. Але Джекі Чану вдається відстояти ці важливі предмети, спершу завдяки винахідливості, а потім з боєм. Нападники змушені тікати, але не на довго.
Друзі добираються до Африки, де зупиняються в готелі з господарем-пройдисвітом, який всіляко намагається продати їм непотрібні речі. В готелі, крім арабів, трьом героям починають докучати ще й бандити, котрим теж потрібен ключ від нацистської бази та карта. Джекі, Ада та Ельза відбивають напад бандитів, а потім господар готелю продає їм кулемет, яким бандитів вдається остаточно прогнати.
Джекі Чан з подругами наступного ранку вирушають у пустелю. Однак, переслідувачі не відстають. З'ясовується що ними керує паралізований Адольф — колишній нацист, який працював разом з дідом Ельзи і єдиний вцілів. У пустелі «Азійський яструб» і його компаньйони підбирають місцеву дівчину Момоко з ручним скорпіоном, яка приблизно знає куди їхати далі. Нічліг вони влаштовують прямо в пустелі, однак на їх табір нападають кочівники. Вони схоплюють Ельзу і Аду та відвозять на аукціон, де продаються дружини для багатих вождів. Джекі поспішає на допомогу і, переодягнувшись у шейха, намагається викупити подруг. Утім, його викривають і тікати доводиться вже з боєм.
Дорогою до нацистської базі шукачі скарбів упізнають ідола місцевого племені, який вказаний на карті. Оглядаючи навколишнє селище, вони потрапляють у засідку бедуїнів та провалюються в підземелля.
З'ясовується, що під землею розташована шукана база, яку за роки занесло піском. Там Джекі виявляє скелет дідуся Ельзи. З його щоденника друзі довідуються, що нацистів при відступі обманом змусили прийняти отруту, аби вони не змогли розповісти де сховано золото. Слідом на базу прибуває Адольф зі своїми найманцями та повідомляє, що він єдиний не прийняв отруту і золото законно належить йому. Проте навіть Адольф не знає як скористатися ключем від скарбниці. Двері сховища з золотом мають шифр, якщо повернути ключ неправильно, до присутніх розстріляють автоматичні кулемети. Перша спроба відкрити їх виявляється невдалою і двоє найманців гинуть. Джекі здогадується, що шифр міститься на жетоні діда Ельзи.
Коли сховище вдається відкрити, найманці покидають Адольфа і беруться привласнювати золоті зливки. Тоді Адольф переходить на бік Джекі й замикає зрадників у скарбниці. Двом, утім, вдається вчасно втекти, вони переслідують Джекі та потрапляють в аеродинамічну трубу. Там вони б'ються, а Ада з Ельзою намагаються допомогти Джекі, вмикаючи та вимикаючи потік повітря. Випадково вони запускають самознищення бази і починається зворотний відлік до вибуху. Адольф вирішує врятувати Джекі та його подруг, лишившись керувати потоком повітря. Джекі, Аду та Ельзу виштовхує з труби на поверхню, а слідом база вибухає та обвалюється.
У Джекі залишається один невеликий зливок золота, та він викидає дорогоцінний метал, бо це зайвий вантаж. Героїв наздоганяють Амон і Тальза, але вони тепер шукають не золото, а воду. Вони приєднуються до трійці та йдуть на пошуки справжнього скарбу пустелі — оази.

## У ролях
- Джекі Чан — Джекі, «Азійський яструб»
- Керол Ченг — Ада
- Єва Кобо де Гарсія — Ельза
- Шоко Ікеда — Момоко
- Даніель Мінц — Амон
- Альдо Самбрелл — Адольф
- Божидар Сміляніч — граф Беннон
- Джонатан Ісгар — Тальза

## Цікаві факти
- Знімання фільму «Обладунки Бога 2: Операція Кондор» тривали 8 місяців. Половина часу пішла на постановку видовищної бойової сцени в аеродинамічній трубі. Цей епізод не має аналогів в історії світового кінематографа[джерело?].
- Під час знімання одного з епізодів Джекі Чан, падаючи, зачепився ногою за сталевий ланцюг, отримавши розтяг зв'язок і вивих кульшового суглобу. Впавши з цього ж ланцюга актор сильно пошкодив грудну клітку і зламав кілька ребер. Кадри невдалого трюку за традицією увійшли у фінальну частину кінофільму і транслюються разом з титрами.

## Триквел
У 2012 році вийшов тріквел «Обладунки Бога 3: Місія Зодіак». Сценаристом і режисером є сам Джекі Чан, який також знову виконує головну роль.